# Ziemia kłodzka

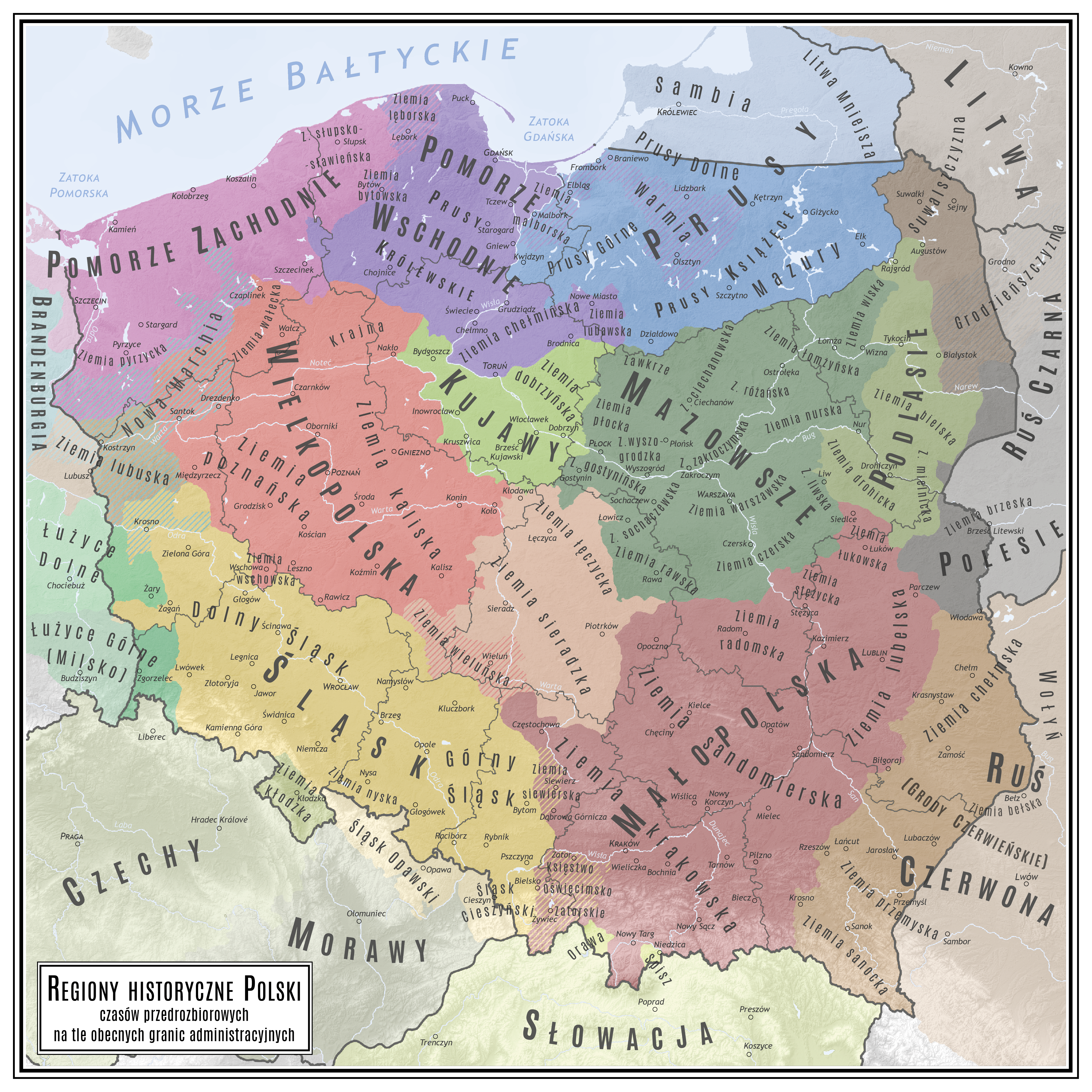
Ziemia kłodzka i inne krainy historyczne Polski na tle współczesnych granic administracyjnych

Ziemia kłodzka (łac. Terra Glacensis, cz. Kladsko, Hrabství kladské, niem. Glatzer Ländchen lub Grafschaft Glatz) – kraina historyczna w Polsce, leżąca na południe od Dolnego Śląska. Obszar regionu pokrywa się z historycznym hrabstwem kłodzkim. Obejmował współczesny powiat kłodzki oraz południowo-zachodnie górskie części gmin Złoty Stok, Bardo, Stoszowice w powiecie ząbkowickim, Bielawa i Pieszyce w powiecie dzierżoniowskim.
Ziemia kłodzka bywa często mylnie nazywana przez turystów Kotliną Kłodzką, choć sama Kotlina stanowi jej niewielką część (około 1/5).

## Położenie
Ziemia kłodzka to region historyczny, obejmujący południowo-wschodnią część Sudetów Środkowych i zachodnią Sudetów Wschodnich. Jej centrum stanowi Kotlina Kłodzka i otaczające ją tereny górskie. W całości do ziemi kłodzkiej należą: Krowiarki, Góry Bialskie i Obniżenie Ścinawki oraz polskie części Gór Bystrzyckich, Gór Orlickich, Gór Stołowych i Masywu Śnieżnika. W części: południowe zbocza Gór Bardzkich, Gór Złotych, południowo-wschodnie Gór Sowich, wschodnie fragmenty Gór Suchych oraz większa część Wzgórz Włodzickich.

## Historia
W czasach antycznych przez te tereny przebiegała najprawdopodobniej jedna z nitek szlaku bursztynowego.
W okresie wczesnego średniowiecza grodzisko w Długopolu Górnym.

### Panowanie polskie i czeskie

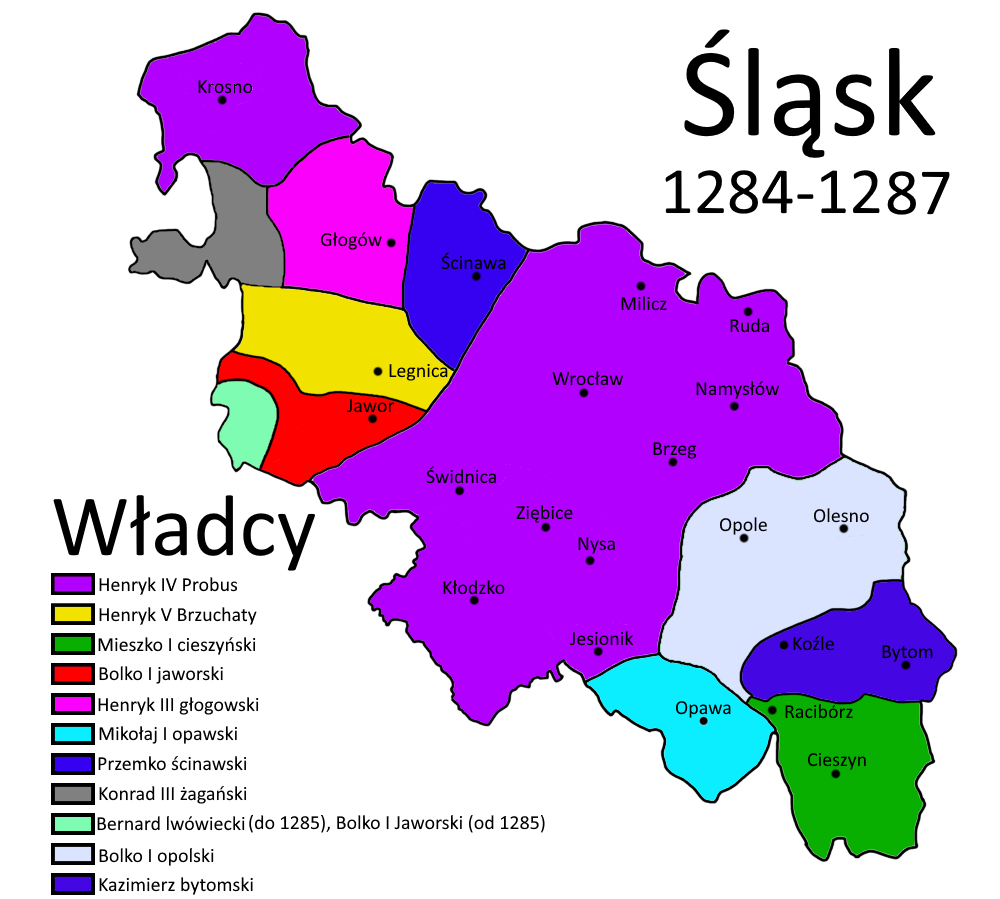
Dzielnica wrocławska Henryka IV Prawego z ziemią kłodzką w dobie rozbicia dzielnicowego Polski
W X wieku prawdopodobnie stanowiła domenę wymordowanego rodu Sławnikowiców (jednym z ostatnich jego przedstawicieli był święty Wojciech). Od 1003 roku ziemia kłodzka znajdowała się pod władzą Bolesława Chrobrego. W XI–XII w. stanowiła przyczółek czeskiej ekspansji na tereny władane przez Piastów, głównie Śląsk (w polskiej literaturze pokutuje błędny sąd, że od 990 do 1137 r. Kłodzkie było przedmiotem sporów i wojen polsko-czeskich). W 1114 r. gród został z pomocą polskich oddziałów zdobyty przez czeskiego księcia Sobiesława I, który później jako władca Czech dokonał jego odbudowy. Pokój kłodzki zawarty w 1137 roku między Bolesławem Krzywoustym a Sobiesławem I zakończył rozpoczętą w 1132 roku polsko-czeską wojnę o Śląsk, utrwalając rolę Kłodzka jako ważnego grodu na północno-wschodnich rubieżach Czech.
W 1278 książę wrocławski Henryk IV Prawy otrzymał ziemię kłodzką w dożywocie od króla niemieckiego Rudolfa I Habsburga, przypuszczalnie w zamian za zrzeczenie się jego praw opiekuna nad małoletnim Wacławem II. Jeszcze przed śmiercią Probusa w 1290 r. Kłodzko wróciło pod bezpośrednią władzę Przemyślidów. W latach 1327–1335 była zastawem w rękach Henryka VI, księcia wrocławskiego, potem w latach 1336–1341 na podobnych zasadach – jako lenno króla czeskiego – jej dożywotnim włodarzem był Bolko II Ziębicki.
W czasie wojen husyckich często pustoszona przez najazdy (głównie w latach 1425–1434), które rozpoczął w 1428 atak Prokopa Wielkiego. Wielokrotnie nawiedzana przez epidemie i lokalne wybuchy zarazy. Kolejne dziesięciolecia to czasy tzw. raubritterów, rycerzy-rabusiów. Głównym ich przedstawicielem na tych ziemiach był od połowy lat trzydziestych XV wieku Jan Kolda z Żampachu, osiadły w Náchodzie i na zamku Homole. Dopiero w 1444 został pobity przez wojska miasta Wrocławia oraz usunięty ze sceny politycznej przez Jerzego z Podiebradów. W czasach, gdy panem zastawnym Kłodzka był wschodnioczeski pan Puta z Czastolovic, w Kłodzku bito monety.

### Hrabstwo kłodzkie

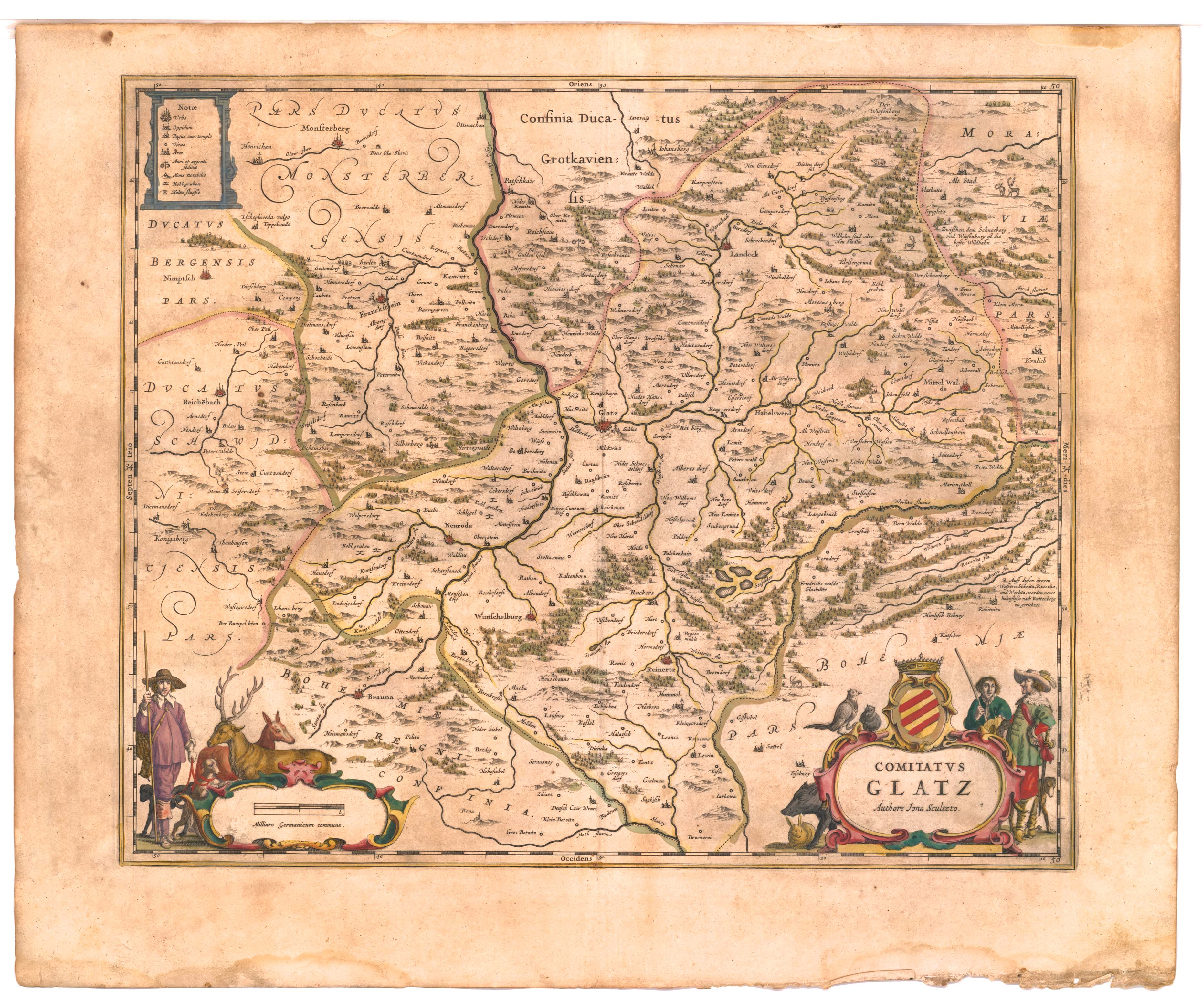
Mapa hrabstwa kłodzkiego z 1645 r.

Spadkobiercą jego oraz Jana Koldy był na tym obszarze Jerzy z Podiebradów, od 1448 r. namiestnik Królestwa czeskiego, od 1458 r. król czeski. Od 1459 r. teren ten, na mocy decyzji króla Jerzego z Podiebradów potwierdzonej przez cesarza Fryderyka III, posiadał status hrabstwa w ramach Królestwa Czech (formalnie do 1742 r., nieformalnie był tak zwany do 1945 r.). Władca nadał je swoim synom, Wiktorynowi, Henrykowi starszemu i Hynkowi. W 1477 r. Henryk starszy przyłączył do hrabstwa rejon Lewina (tzw. państewko homolskie – klucz dóbr wokół zamku Homole z Lewinem Kłodzkim, późniejszy tzw. Czeski kątek). Trzej synowie Henryka starszego, Jerzy, Albrecht i Karol I sprzedali hrabstwo w 1500 r. panom z Hardecka. W 1491 r. ostatecznie odłączono od niej tereny tzw. Broumowszczyzny sprzedanej przez Henryka Starszego Podiebradowicza, syna króla czeskiego Jerzego z Podiebradów klasztorowi benedyktynów z Broumova (w roku 1260 została ona wydzielona dla zakonników przez Przemysła Ottokara II). Na początku XVII w. stany kłodzkie domagały się przyznania im statusu równego innym ziemiom Korony Czeskiej, tj. Czech, Moraw, Śląska i obojga Łużyc, co jednak nie dało rezultatów. Kłodzko było w 1622 r. ostatnią twierdzą na terenie Korony Czeskiej tzw. „króla zimowego” Fryderyka (V) z dynastii Wittelsbachów, wybranego przez stany czeskie po zdetronizowaniu Ferdynanda III Habsburga.

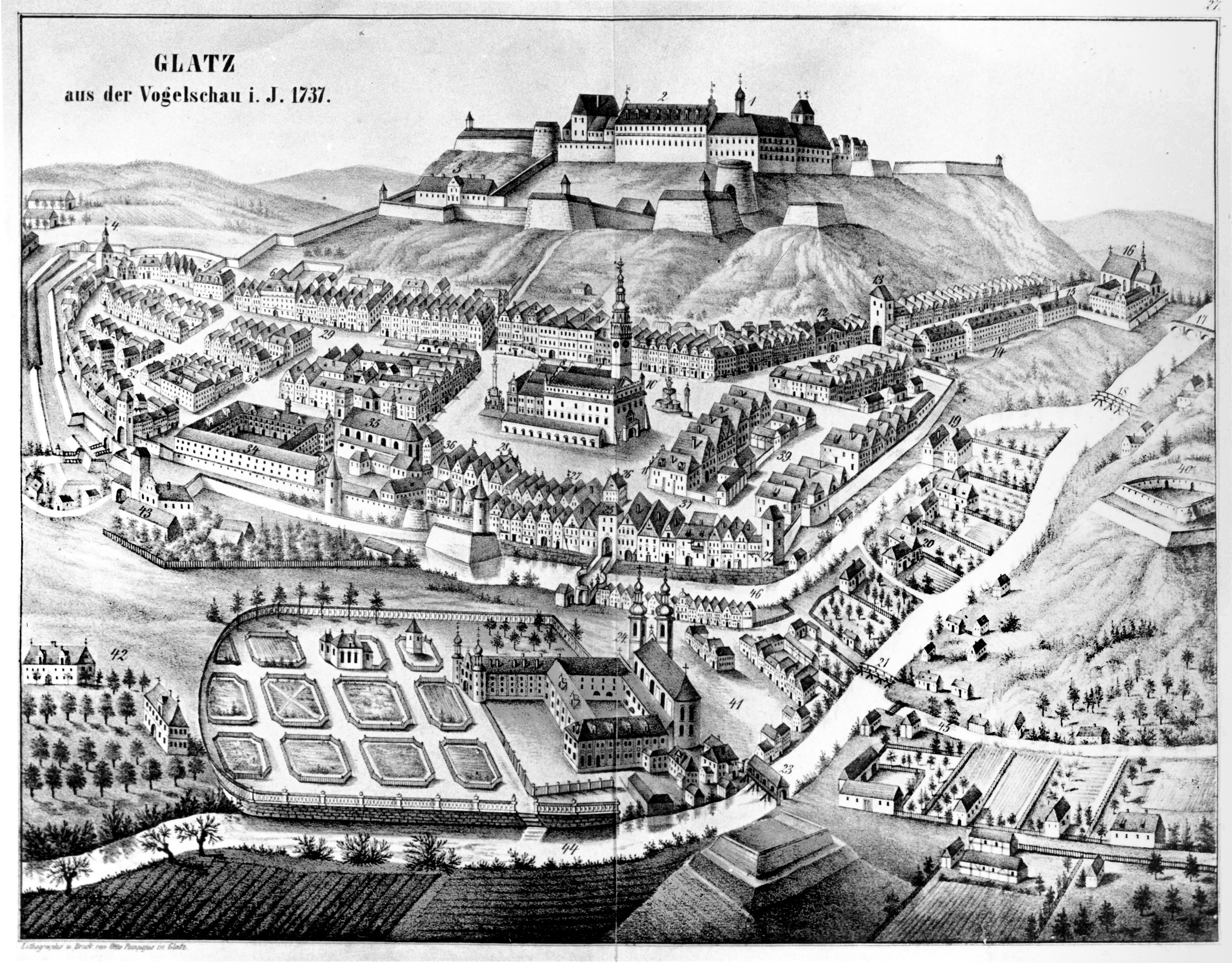
Kłodzko w 1737 r.

### Panowanie pruskie
W wyniku pokoju wrocławskiego z 11 czerwca 1742 r. po I wojnie śląskiej, ziemia kłodzka wraz z większością Śląska, przeszła z rąk Habsburgów pod panowanie Prus Hohenzollernów. Po zdobyciu Śląska i ziemi kłodzkiej przez Prusy, hrabstwo kłodzkie, które w chwili przyłączenia nie było częścią Śląska, a zostało do niego inkorporowane patentem Fryderyka II z 1742 r., miało szczególną pozycję. Całe hrabstwo tworzyło jeden powiat. Odrębność ta została utrzymana już w nazwie, bowiem akta urzędowe kierowano do „Śląska i hrabstwa kłodzkiego”. Z uwagi na militarne znaczenie hrabstwa, oraz silną niechęć jego katolickiej ludności wobec Prus, został tam mianowany odrębny gubernator, pułkownik de la Motte-Foqué. Również landrat kłodzki miał umocowanie szczególne, gdyż był zarazem radcą podatkowym i podlegał bezpośrednio ministrowi Śląska (dopiero później podporządkowano go władzom departamentu), co miało na celu bezpośredni przepływ informacji o stanie newralgicznej prowincji. Landratami byli tu ludzie z zewnątrz, odmiennie niż na Śląsku, gdzie król mianował lokalnych przywódców szlachty, aby na nich oprzeć swoją świeżą władzę. Ponadto utrzymana została przecież kościelna podległość hrabstwa wobec archidiecezji praskiej, co należy wyjaśnić niechęcią papieży do protestanckich królów pruskich, a bliższymi związkami z arcykatolickimi włodarzami habsburskiego imperium.
Traktat pokojowy w Hubertusburgu z 15 lutego 1763 kończący wojnę siedmioletnią w Europie ugruntował panowanie Prus nad ziemiami Śląska. Cesarzowa Maria Teresa zrzekła się ostatecznie praw do Śląska i ziemi kłodzkiej na rzecz Prus, a Fryderyk II wyraził swoje poparcie dla jej syna Józefa II w jego staraniach o koronę cesarską.
Ziemia kłodzka została potem spustoszona w czasie tzw. wojny kartoflanej, czyli wojny o sukcesję bawarską w latach 1778–1779. Pamiątką wojen z XVII i XVIII w. jest kaplica w Czermnej, w której zgromadzono tysiące czaszek z tamtego okresu.
W państwie pruskim zerwanie tradycyjnych więzi i szlaków handlowych z resztą Czech wywołane represyjną polityką celną Berlina oraz przesunięcie na peryferia spowodowało załamanie się dotychczasowych źródeł dochodu ludności, co pogrążyło region w stagnacji. W XIX wieku wraz z rozwojem turystyki nastąpiło gospodarcze ożywienie tych terenów.
W 1826 w Dusznikach-Zdroju 16-letni Fryderyk Chopin zagrał swój pierwszy koncert poza zaborem rosyjskim.

### W granicach Polski

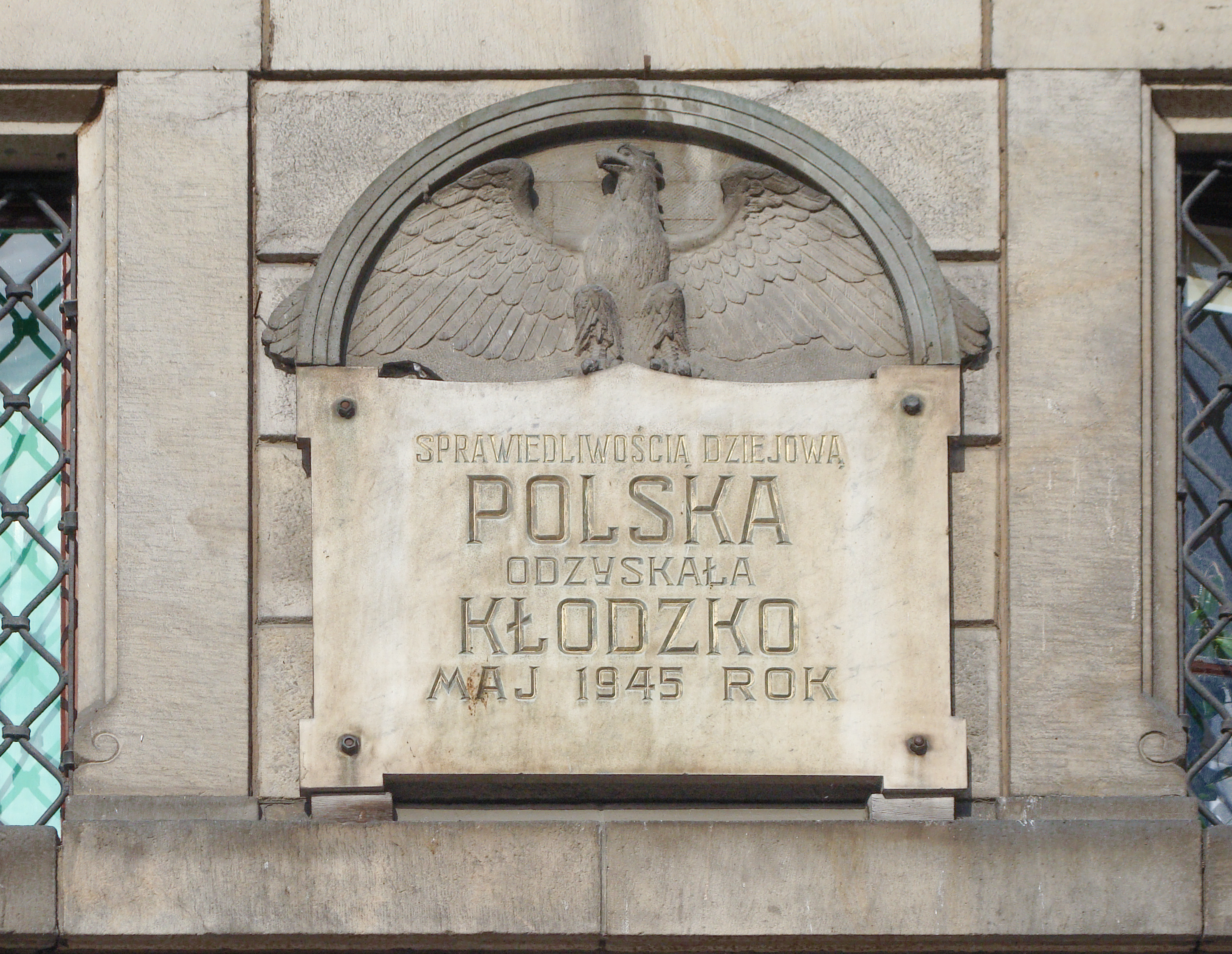
Tablica upamiętniająca odzyskanie przez Polskę Kłodzka w 1945 r.

Po II wojnie światowej, mimo pretensji czechosłowackich (z Broumova do Ścinawki Średniej wysłany został czechosłowacki pociąg pancerny), w wyniku decyzji wielkich mocarstw ziemia kłodzka wraz ze Śląskiem znalazła się w granicach Polski.
Opierając się na ustaleniach aliantów, po roku 1945 władze polskie wysiedliły niemal w całości dotychczasową ludność tych terenów.
Specyficzny charakter tych ziem i osiedlenie na nich przez władze komunistyczne ludności pochodzącej głównie z nizin szybko spowodowało masową migrację do miast i na Śląsk. Rolnictwo w tym łagodnym, choć górskim klimacie wymagało całkiem innych niż nizinne metod uprawy. Dopiero z końcem XX wieku wraz ze zmianą systemu nastąpiło pewne ożywienie turystyki, jednocześnie jednak doszło do kryzysu w przemyśle (zamykanie kopalń węgla).
Wbrew powszechnemu mniemaniu ziemia kłodzka nie jest historyczną częścią Śląska, podczas gdy są nią leżące na wschód od niej – położone za Górami Złotymi północne zbocza Jesioników (w Javorníku znajduje się dawna letnia rezydencja biskupów wrocławskich) (księstwo nyskie) oraz Śląsk Opawski. Ta odrębność miała swoje odbicie również w wyliczaniu tytułów w pruskiej i niemieckiej tytulaturze królewskiej, albowiem od 1742 r. wymieniano w niej hrabstwo kłodzkie, a od 1817 do 1918 r. na trzecim miejscu po słowach „My, z Bożej łaski, król Prus…” wymieniano: „suweren i najwyższy książę Śląska, jak też hrabstwa kłodzkiego”. Zresztą w tym samym czasie cesarz austriacki tytułowany był w dalszym ciągu „księciem Dolnego i Górnego Śląska”, mimo że Śląsk w większości (oraz ziemię kłodzką) stracił.

## Warunki naturalne

### Budowa geologiczna
Obszar ziemi kłodzkiej charakteryzuje się zachodniosudeckim stylem budowy geologicznej. Obejmuje w całości następujące jednostki: masyw gabrowo-diabazowy Nowej Rudy, metamorfik kłodzki, masyw kudowski, polskie części metamorfiku Lądka i Śnieżnika, metamorfiku bystrzycko-orlickiego, rowu Górnej Nysy, a także fragmenty: bloku sowiogórskiego, struktury bardzkiej, masywu kłodzko-złotostockiego, niecki śródsudeckiej. Skały tworzące te jednostki powstały w różnym czasie – od prekambru do czwartorzędu. Natomiast w dzisiejszym kształcie góry ziemi kłodzkiej powstały w czasie orogenezy alpejskiej, która spowodowała potrzaskanie całego górotworu i wydźwignięcie poszczególnych fragmentów na różną wysokość. Skały podłoża przykryte są osadami trzeciorzędu, a przede wszystkim czwartorzędu.
Budowa geologiczna jest skomplikowana – obejmuje (skały metamorficzne, magmowe (zarówno plutoniczne, jak i wulkaniczne) i osadowe).

### Surowce mineralne
Bogactwem ziemi kłodzkiej był węgiel kamienny, wydobywany w rejonie Nowej Rudy i Słupca oraz w rejonie Pstrążnej.
Duże znaczenie miało i ma wydobycie surowców skalnych. Obecnie eksploatowane są marmury, piaskowce górnokredowe (żółte), permskie (czerwone) i dolnokarbońskie (szare), gabra, diabazy, melafiry, łupki łyszczykowe. Zarzucono zaś eksploatację gnejsów, granitów (kudowskich i kłodzko-złotostockich), bazaltów, wapieni. Ślady dawnej eksploatacji możne odnaleźć we wszystkich pasmach górskich ziemi kłodzkiej.
Po drugiej wojnie w Masywie Śnieżnika trwały intensywne poszukiwania uranu. W latach 50. wydobywano tu fluoryt.
Na dużą skalę wydobywa się żwiry rzeczne w dolinie Ścinawki, na mniejszą – gliny (surowce ceramiczne) na zachód od Kłodzka. Surowce ceramiczne wydobywano też w rejonie Ścinawki, pozostałością są ruiny cegielni.
W skałach wulkanicznych i metamorficznych znajdują się wystąpienia kamieni półszlachetnych (m.in. ametysty, karneole i agaty).

### Wody
Ziemia kłodzka należy do zlewisk trzech mórz – Bałtyckiego, Północnego i Czarnego. Granice wododziałowe zbiegają się na granicznym Trójmorskim Wierchu (1145 m n.p.m.) w Masywie Śnieżnika.
Większa część ziemi kłodzkiej odwadniana jest przez Nysę Kłodzką oraz niewielki fragment na północnym zachodzie, w rejonie Bartnicy, przez Bystrzycę – dopływy Odry. Większymi dopływami Nysy Kłodzkiej są Biała Lądecka, Bystrzyca Dusznicka i Ścinawka.
Do dorzecza Morza Czarnego należy symboliczny fragment ziemi kłodzkiej – wschodnie zbocza grzbietu między Śnieżnikiem a Małym Śnieżnikiem. Odwadnia je Morawa – dopływ Dunaju.
Do zlewiska Morza Północnego – okolice Pasterki i Ostrej Góry oraz okolice Kudowy i Lewina Kłodzkiego po Przełęcz Polskie Wrota, odwadniane przez dopływ Łaby – Metuje i południowo-zachodnie zbocza Gór Bystrzyckich, odwadniane przez inny dopływ Łaby – Dziką Orlicę.
Na Wilczce znajduje się drugi pod względem wysokości w polskich Sudetach wodospad, w celu ochrony jego i jego otoczenia utworzono rezerwat przyrody Wodospad Wilczki.
Na obszarze ziemi kłodzkiej nie ma naturalnych jezior. W celach przeciwpowodziowych zbudowano tu kilka suchych zbiorników, m.in. na Wilczce poniżej Międzygórza i na Morawce powyżej Stronia Śląskiego.
Region jest bogaty w źródła wód mineralnych. Są to głównie nasycone dwutlenkiem węgla, szczawy oraz wysoko zmineralizowane wody, a także wody radonowe.

## Miasta
| Lp. | Miasto            | Populacja | Powierzchnia |
| --- | ----------------- | --------- | ------------ |
| 1.  | Kłodzko           | 25 990    | 24,84 km²    |
| 2.  | Nowa Ruda         | 20 105    | 37,05 km²    |
| 3.  | Kudowa-Zdrój      | 9509      | 33,9 km²     |
| 4.  | Bystrzyca Kłodzka | 9335      | 10,74 km²    |
| 5.  | Polanica-Zdrój    | 6141      | 17,22 km²    |
| 6.  | Lądek-Zdrój       | 5115      | 20,32 km²    |
| 7.  | Stronie Śląskie   | 5089      | 2,38 km²     |
| 8.  | Szczytna          | 4864      | 80,38 km²    |
| 9.  | Duszniki-Zdrój    | 4178      | 22,28 km²    |
| 10. | Międzylesie       | 2448      | 14,37 km²    |
| 11. | Radków            | 2302      | 15,07 km²    |

### Miasta zdegradowane
Do miast ziemi kłodzkiej (które jednak z różnych przyczyn utraciły status miasta) należą również:
| Lp. | Dawne miasto  | Populacja | Prawa miejskie | Degradacja |
| --- | ------------- | --------- | -------------- | ---------- |
| 1.  | Lewin Kłodzki | 880       | przed 1345 r.  | 1945 r.    |
| 2.  | Bolesławów    | 244       | 1581           | 1890 r.    |
| 3.  | Słupiec       | –         | 1967 r.        | 1973 r.    |

## Turystyka

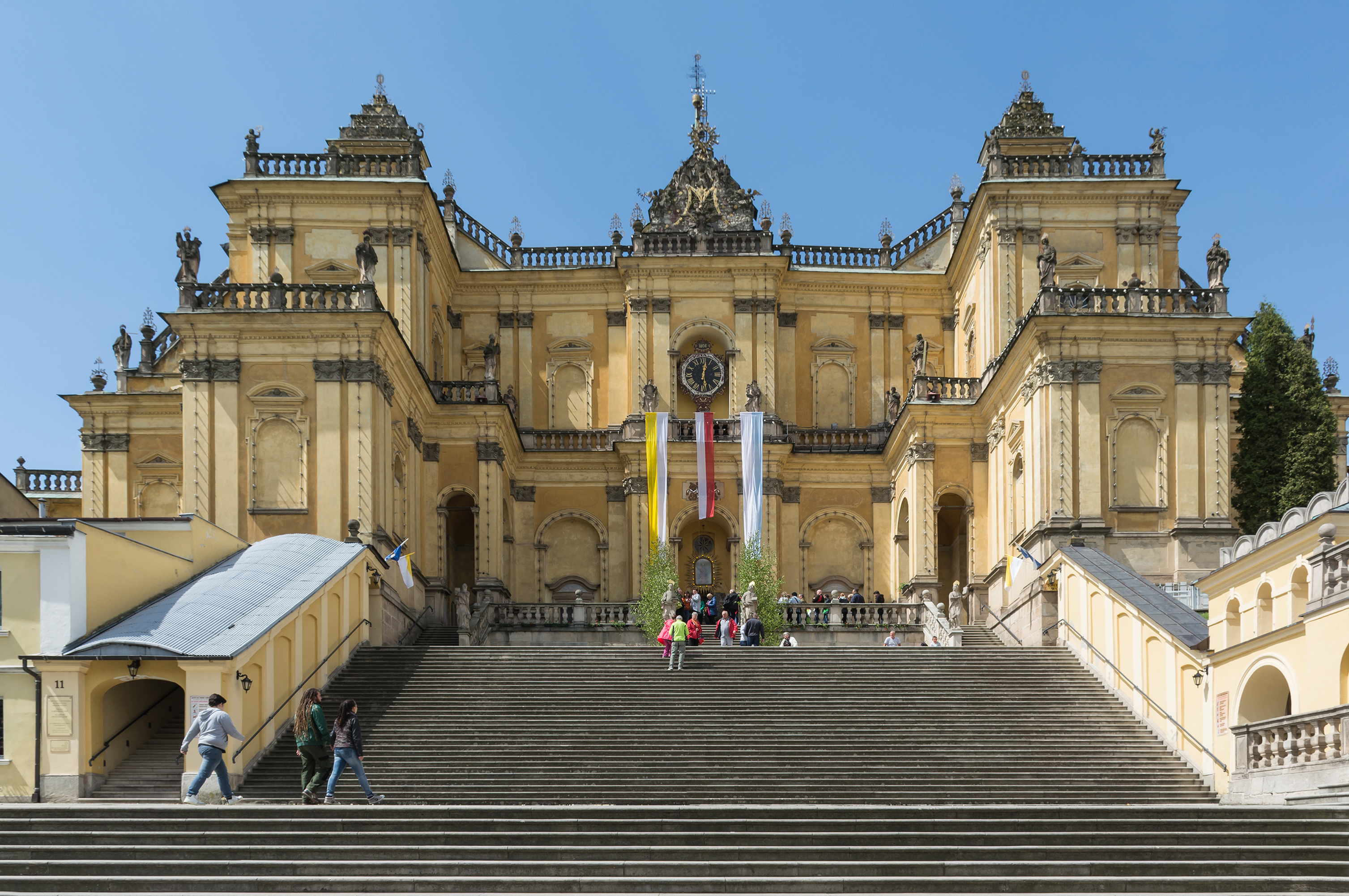
Sanktuarium Wambierzyckiej Królowej Rodzin w Wambierzycach

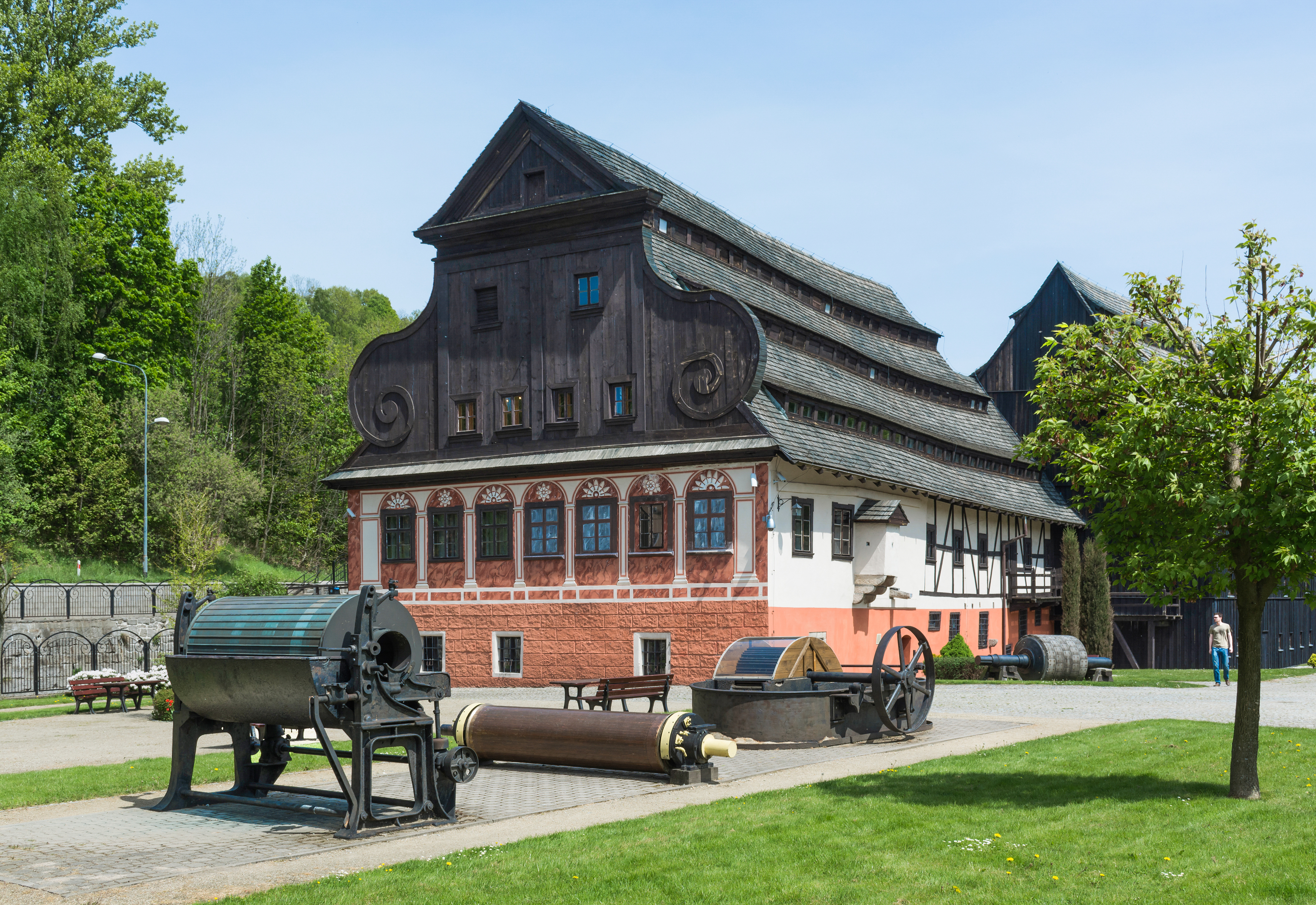
Muzeum Papiernictwa w Dusznikach-Zdroju

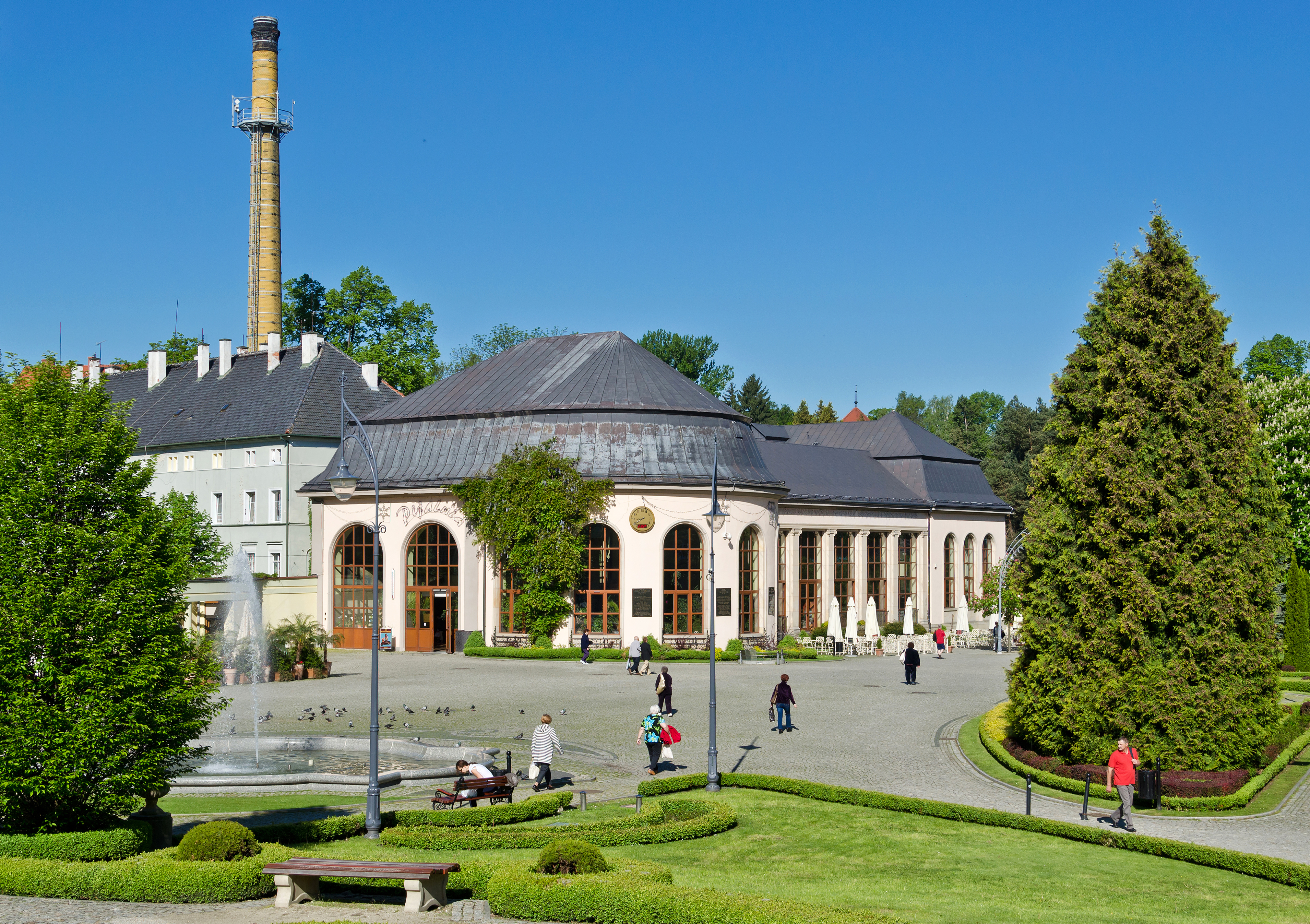
Park Zdrojowy w Kudowie-Zdroju

Region bogaty w atrakcje turystyczne, pokryty zarówno gęstą siecią drogową, jak i siecią pieszych szlaków turystycznych. Działa tu kilka popularnych ośrodków narciarskich (ukształtowanie terenu umożliwia uprawiania narciarstwa biegowego, jak i zjazdowego). Kuracjusze odwiedzają liczne uzdrowiska o wieloletniej tradycji powstałe wokół źródeł wód mineralnych – głównie szczawy – (m.in. Kudowa-Zdrój, Polanica-Zdrój, Duszniki-Zdrój, Długopole-Zdrój, Lądek-Zdrój).
Wybrane atrakcje turystyczne to:
- pruska twierdza kłodzka,
- twierdza w Srebrnej Górze,
- XVIII-wieczna Kaplica Czaszek w Czermnej,
- barokowa bazylika i Kalwaria Wambierzycka,
- Pałac w Sarnach wraz z kaplicą św. Jana Nepomucena w Ścinawce Górnej,
- Zamek Kapitanowo w Ścinawce Średniej,
- Zamek w Ratnie Dolnym,
- Zamek w Gorzanowie,
- Pałac w Bożkowie,
- Muzeum Papiernictwa w Dusznikach-Zdroju,
- Muzeum Filumenistyczne w Bystrzycy Kłodzkiej,
- Muzeum Ziemi Kłodzkiej w Kłodzku,
- Pałac w Żelaźnie,
- Jaskinia Niedźwiedzia i pozostałości kopalni uranu w Kletnie,
- Wodospad Wilczki i „Ogród Bajek” w Międzygórzu,
- Ogród japoński w Jarkowie koło Kudowy-Zdroju,
- Park Narodowy Gór Stołowych,
- Park Zdrojowy w Kudowie-Zdroju,
- Teatr Zdrojowy im. Fryderyka Chopina w Dusznikach-Zdroju, w którym od 1946 r. odbywa się Międzynarodowy Festiwal Chopinowski,
- wiele pałaców, parków podworskich oraz kościołów w każdej większej wsi.

Od 1995 r. ziemia kłodzka jest częścią Euroregionu Glacensis. Ze strony polskiej należy do niego 17 gmin i miasta: Kłodzko, Nowa Ruda, Bystrzyca Kłodzka i Polanica-Zdrój. Od strony czeskiej akces zgłosiły gminy z 7 powiatów, przygotowują się do przystąpienia także powiaty Pardubice i Jiczyn.

## Czasopisma lokalne

### Niewychodzące
- „Glätzische Monatsschrift” (Miesięcznik kłodzki), wydano 12 numerów w latach 1799–1800
- „Jahresbericht nebst Mitglieder Verzeichnis des Gebirgs-Vereines der Grafschaft Glatz” rocznik Kłodzkiego Towarzystwa Górskiego (GGV), wychodzący w latach 1882–1904
- „Die Grafschaft Glatz. Zeitschrift des Glatzer Gebirgsvereins” – dwumiesięcznik Kłodzkiego Towarzystwa Górskiego, wychodzący w latach 1906–1943, 4 do 12 razy rocznie, dodatek: Blätter für Geschichte und Heimatkunde der Grafschaft Glatz (Strony historyczno-regionalne), 1906–1920.
- „Glatzer Heimatblätter. Zeitschrift des Vereins für Glatzer Heimatkunde” (Kłodzkie strony regionalne. Czasopismo związku kłodzkich regionalistów), (1911)-1944, 3–4 razy do roku.

### Współczesne
- „Panorama Ziemi Kłodzkiej” – miesięcznik, informator dla turystów i aktywnych mieszkańców ziemi kłodzkiej wydawany w Kłodzku
- „Ziemia Kłodzka-Od Kladského pomezí-Glatzer Bergland” – miesięcznik wydawany w Nowej Rudzie
- „Gazeta Prowincjonalna Ziemi Kłodzkiej” – miesięcznik wydawany w Kłodzku
- „Euroregio Glacensis” – tygodnik wydawany w Kłodzku
- „Gazeta Kłodzka” – tygodnik
- „Gazeta Noworudzka” – tygodnik
- „Nowa Gazeta Gmin” – dwutygodnik wydawany w Dusznikach-Zdroju
- „Nieregularnik Polanicki” – nieregularnik, wychodzi 1–2 razy rocznie, wydawany od 2001 przez Towarzystwo Miłośników Polanicy
- „Debaty Lądeckie” – wydawany przez CKiR w Lądku-Zdroju
- „Rocznik Muzeum Papiernictwa” – rocznik wydawany od 2007 r. przez Muzeum Papiernictwa w Dusznikach-Zdroju
- „Pamiętnik Kudowski” – kwartalnik społeczno-kulturalny, wydawany w latach 2008–2010 przez Muzeum Kultury Ludowej Pogórza Sudeckiego w Kudowie-Zdroju
- „Zeszyty Muzeum Filumenistycznego” – rocznik Muzeum Filumenistycznego w Bystrzycy Kłodzkiej, Bystrzyckiego Oddziału Towarzystwa Opieki nad Zabytkami oraz Filumenistów
- „Kurier Kłodzki” – pismo wydawane przez Kłodzkie Centrum Kultury, Sportu i Rekreacji
- „Kurier Noworudzko-Radkowski” – informator samorządowy
- „Kurier Kudowski” – informator samorządowy Kudowy-Zdroju
- „Nowinki Strońskie” – miesięcznik samorządowy Gminy Stronie Śląskie
- „Biuletyn Bystrzycki” – informator Urzędu Miasta i Gminy w Bystrzycy Kłodzkiej,
- „Dusznicki Kurier” – informator samorządowy Dusznik-Zdroju